# العلاقات العمانية الكينية
العلاقات العمانية الكينية هي العلاقات الثنائية التي تجمع بين سلطنة عمان وكينيا.

## مقارنة بين البلدين
هذه مقارنة عامة ومرجعية للدولتين:
| وجه المقارنة                                              | سلطنة عمان    | كينيا                         |
| --------------------------------------------------------- | ------------- | ----------------------------- |
| المساحة (كم2)                                             | 309.50 ألف    | 581.31 ألف                    |
| عدد السكان (نسمة)                                         | 4.64 مليون    | 48.47 مليون                   |
| الكثافة السكانية (ن./كم²)                                 | 14.99         | 83.38                         |
| العاصمة                                                   | مسقط          | نيروبي                        |
| اللغة الرسمية                                             | اللغة العربية | اللغة السواحلية، لغة إنجليزية |
| العملة                                                    | ريال عماني    | شيلينغ كيني                   |
| الناتج المحلي الإجمالي (بليون دولار)                      | 72.64 مليار   | 74.94 مليار                   |
| الناتج المحلي الإجمالي (تعادل القوة الشرائية) بليون دولار | 179.49 مليار  | 142.24 مليار                  |
| الناتج المحلي الإجمالي الاسمي للفرد دولار أمريكي          | 15.55 ألف     | 1.38 ألف                      |
| الناتج المحلي الإجمالي للفرد دولار أمريكي                 | 38.63 ألف     | 2.95 ألف                      |
| مؤشر التنمية البشرية                                      | 0.793         | 0.548                         |
| رمز المكالمات الدولي                                      | +968          | +254                          |
| رمز الإنترنت                                              | عمان          | .ke                           |
| المنطقة الزمنية                                           | ت ع م+04:00   | ت ع م+03:00                   |

## منظمات دولية مشتركة
يشترك البلدان في عضوية مجموعة من المنظمات الدولية، منها:
| علم المنظمة | اسم المنظمة                               | تاريخ انضمام سلطنة عمان | تاريخ انضمام كينيا |
| ----------- | ----------------------------------------- | ----------------------- | ------------------ |
|             | مؤسسة التنمية الدولية                     | 1973                    | 3 فبراير 1964      |
|             | يونسكو                                    | 10 فبراير 1972          | 7 أبريل 1964       |
|             | وكالة ضمان الاستثمار متعدد الأطراف        | 1989                    | 28 نوفمبر 1988     |
|             | الأمم المتحدة                             | 7 أكتوبر 1971           | 16 ديسمبر 1963     |
|             | الفريق المعني برصد الأرض                  | ?                       | ?                  |
|             | الاتحاد البريدي العالمي                   | ?                       | ?                  |
|             | البنك الدولي للإنشاء والتعمير             | 1971                    | 3 فبراير 1964      |
|             | الاتحاد الدولي للاتصالات                  | 28 أبريل 1972           | 11 أبريل 1964      |
|             | منظمة حظر الأسلحة الكيميائية              | ?                       | ?                  |
|             | مؤسسة التمويل الدولية                     | 1973                    | 3 فبراير 1964      |
|             | المركز الدولي لتسوية المنازعات الاستشارية | 1995                    | 2 فبراير 1967      |
|             | منظمة التجارة العالمية                    | 2000                    | 1995               |
|             | منظمة الشرطة الجنائية الدولية             | ?                       | ?                  |

## وصلات خارجية
- موقع وزارة الخارجية العمانية
- موقع وزارة الخارجية الكينية